# Mistrzostwa Polski w Boksie 1975
46. Mistrzostwa Polski w boksie mężczyzn odbyły się w dniach 9-16 marca 1975 roku we Wrocławiu.

## Medaliści
| Kategoria:                        | Złoto:                                | Srebro:                             | Brąz:                                                                               |
| waga papierowa (do 48 kg)         | Henryk Średnicki (GKS Tychy)          | Jerzy Dominik (GKS Jastrzębie)      | Stanisław Iwanicki (Carbo Gliwice) Stanisław Niebudek (Gwardia Warszawa)            |
| waga musza (do 51 kg)             | Leszek Strasburger (Gwardia Wrocław)  | Stefan Supeł (Szombierki Bytom)     | Walerian Dusik (Wisła Kraków) Wojciech Zamora (Pionier Strzelce Opolskie)           |
| waga kogucia (do 54 kg)           | Leszek Borkowski (Gwardia Łódź)       | Mieczysław Massier (Miedź Legnica)  | Józef Kuderski (Mazur Ełk) Józef Witek (Gwardia Wrocław)                            |
| waga piórkowa (do 57 kg)          | Janusz Krampa (Stoczniowiec Gdańsk)   | Andrzej Jagielski (Hutnik Kraków)   | Roman Gotfryd (Stal Stalowa Wola) Wiesław Stachowiak (Len Nowa Sól)                 |
| waga lekka (do 60 kg)             | Ryszard Tomczyk (BKS Bolesławiec)     | Bogdan Gajda (Górnik Pszów)         | Alfred Cichowlas (Gwardia Warszawa) Jan Konopka (GKS Jaworzno)                      |
| waga lekkopółśrednia (do 63,5 kg) | Zygmunt Pacuszka (Gwardia Wrocław)    | Kazimierz Szczerba (Hutnik Kraków)  | Stanisław Kozłowski (Turów Zgorzelec) Jerzy Rudnicki (Stoczniowiec Gdańsk)          |
| waga półśrednia (do 67 kg)        | Jerzy Rybicki (Gwardia Warszawa)      | Bolesław Nowik (Zagłębie Lubin)     | Adam Koźlik (Zawisza Bydgoszcz) Marcin Kubik (Hutnik Kraków)                        |
| waga lekkośrednia (do 71 kg)      | Wiesław Rudkowski (Legia Warszawa)    | Tadeusz Szybiński (Turów Zgorzelec) | Józef Balcerowicz (Stoczniowiec Gdańsk) Zdzisław Salmanowicz (Gwardia Zielona Góra) |
| waga średnia (do 75 kg)           | Jacek Kucharczyk (Gwardia Warszawa)   | Ryszard Sitkowski (Avia Świdnik)    | Marek Guzielak (Olimpia Poznań) Jan Kaczorowski (GKS Jastrzębie)                    |
| waga półciężka (do 81 kg)         | Janusz Gortat (Legia Warszawa)        | Tadeusz Wajgelt (Sokół Piła)        | Wiesław Adamski (Legia Warszawa) Marek Janowiak (Polonia Świdnica)                  |
| waga ciężka (powyżej 81 kg)       | Janusz Gerlecki (Stoczniowiec Gdańsk) | Jerzy Skoczek (Gwardia Warszawa)    | Lucjan Trela (Stal Stalowa Wola) Klaudiusz Waldyra (GKS Jastrzębie)                 |